# Humarkló
Humarkló är en bergstopp i republiken Island. Den ligger i regionen Austurland, 300 km öster om huvudstaden Reykjavík. Toppen på Humarkló är 1 255 meter över havet.
Trakten runt Humarkló är nära nog obefolkad, med mindre än två invånare per kvadratkilometer. Det finns inga samhällen i närheten. Trakten runt Humarkló är permanent täckt av is och snö.